# أدب القصة الصامتة
القصة الصامتة هي فن قصصي يعتمد على استخدام مجموعة من الصور المتتالية التي تروي أحداثاً دون إدراج أي كلام أو نص، وتسمى أيضا بالقصة المصورة حيث يقوم الفنانون بعمل تلك القصص باستخدام بعض الصور وغيرها من أساليب الطباعة التي تُضفي عليها روح الكلام، وكانت بدايات هذا اللون الادبي في عشرينيات القرن العشرين وثلاثينيات القرن العشرين وانتشر في ألمانيا.
يرجع أصل القصة الصامتة إلى اتجاه التعبيريية الذي انتشر في ألمانيا في بدايات القرن العشرين، واستمدت القصة الصامتة موضوعاتها من اشتراكية العصور الوسطي، كما استخدمت أبسط الإمكانات للتعبير عن اليأس والإحباط والظلم في الحياة الاجتماعية آيان تلك الفترة، وتعتبر قصة خمس وعشرون صورة لرجل عاشق للكاتب البلجيكي (فرانس ماسيريل) أولى بدايات هذا اللون الأدبي، ونشرت هذه القصة في عام 1918، وصار علي نهج ماسيريل الفنان الألماني (اوتو نوكيل) وعدداً من الفنانين الذين تبعوه، وانتقل هذا الفن إلى أمريكا على يد الفنان (ليند وارد) عندما اصدر قصته رجل الآلهة في عام 1929 والتي عالجت عددا من القصص الصامتة الأمريكية، كما عالج أيضاً الرسام الكاريكاتيرس (ميلت جروس) بعض الموضوعات الساخرة في قصته ارتكب خطأها، وقد وصل هذا اللون الأدبي إلى أوج عظمته في الإنتاج والشهرة في بداية ثلاثينيات القرن العشرين، ولكن سرعان ما تضائل حجمه بعد ظهور الافلام الصوتية وحركات الرقابة علي الموضوعات الاجتماعية في ألمانيا النازية وأمريكا.
بعد الحرب العالمية الثانية افتقرت القصة الصامتة إلى عنصر التجديد، كما توقفت أيضاً طباعة الأعمال الأولى منها، ثم عاد الاهتمام بالقصة الصامتة مرة أخرى في ستينيات القرن العشرين عندما رأي جماهير الكاريكاتير في القصة الصامتة نموذجاً له حجم الرسوم الكاريكاتيرية نفسه، وفي سبعينيات القرن العشرين أثرت القصة الصامتة في عدداً من رسامي الكاريكاتير امثال (ويل ايسنر) و (آرت سبيلمان) اللذان أصدرا كتابا للقصص المصورة، ثم تأثر بها (إيريك دروكر) و (بيتر كوبر) اللذان جمعا بين القصة الصامتة والقصة المصورة في لوناً أدبياً واحداً.

## الخصائص
تستخدم القصص الصامتة مجموعة من الصور المعنية المتتابعة لتروي أحداثاً معينة، واستمدت موضوعاتها من الصراع ضد الرأسمالية، وقد وصف العالم (بيري ويليت) هذه الموضوعات بأنها«عنصر موازى للفن الجمالي»، كما أنها تأثرت بمسرح الحركة التعبيرية في بنائها الفني ومغزاها الأخلاقي.
انتقى كتاب القصة الصامتة مثل (فرانس ماسيريل) أبسط الإمكانات المتاحة المتمثلة في خشيب العصور الوسطى ليعبروا عن أفكارهم السياسية الثورية والمؤلمة، كما استخدموا أيضاً الفنون التصويرية التقليدية والبسيطة، وانحسر نص الكلام في عناوين الصفحات وفصولها فقط، وفي حالة كان النص جزءاً من المشهد فيكتب الكلام في شكل إشارات ولوحات صغيرة.
تتم عملية الإخبار بطريقة ميلودرامية، وتركز القصص في أفكارها على الصراع ضد الظلم حيث تجبر بعض الشخصيات على الصمت نتيجة القيود السياسية والاقتصادية وغيرها، وتكون أدوار الشخصيات محددة إما شخصية طيبة أو شريرة: فالشخصية الطيبة يتعاطف معها الجميع، والشخصية الشريرة ينفر منها الجميع نتيجة انحطاطها الأخلاقي. لم يكن معظم كتاب القصة الصامتة منتجين، فالقليل منهم بجانب (ماسيريل) و (ليند وارد) لم تتعدى مؤلفاتهم القصة الواحدة، وكانت تصمم القصص لتنشر في الصحف والمجلات العامة، على النقيض فقد كانت تنشر بعض الكتيبات لعدد من الفنانين مثل (أوتو ديكس) و (جورج جروسر) و (كاتى كولويتز) ولكن بنسبة طبعات محدودة للمهتمين فقط، وكانت تتراوح أعداد تلك الطبعات من ثمان إلى عشر طبعات تنشر متتابعة دون فاصل، وتميزت القصة الصامتة بطولها الروائى وتعقيدها، كما كانت تطبع بأحجام القصص الكلامية وأبعادها نفسها، كما لعبت القصة الصامتة دوراً كبيراً في ظهور السينما الصامتة، كما احتوت على عدد كبير من تقنيات الافلام كتقنية التصغير والتكبير وإصدار الأصوات، وقال (ليند وارد): «إن القصة الصامتة تطلب أولاً رسم صورة لها في الذهن تماماً كالفيلم الصامت.»

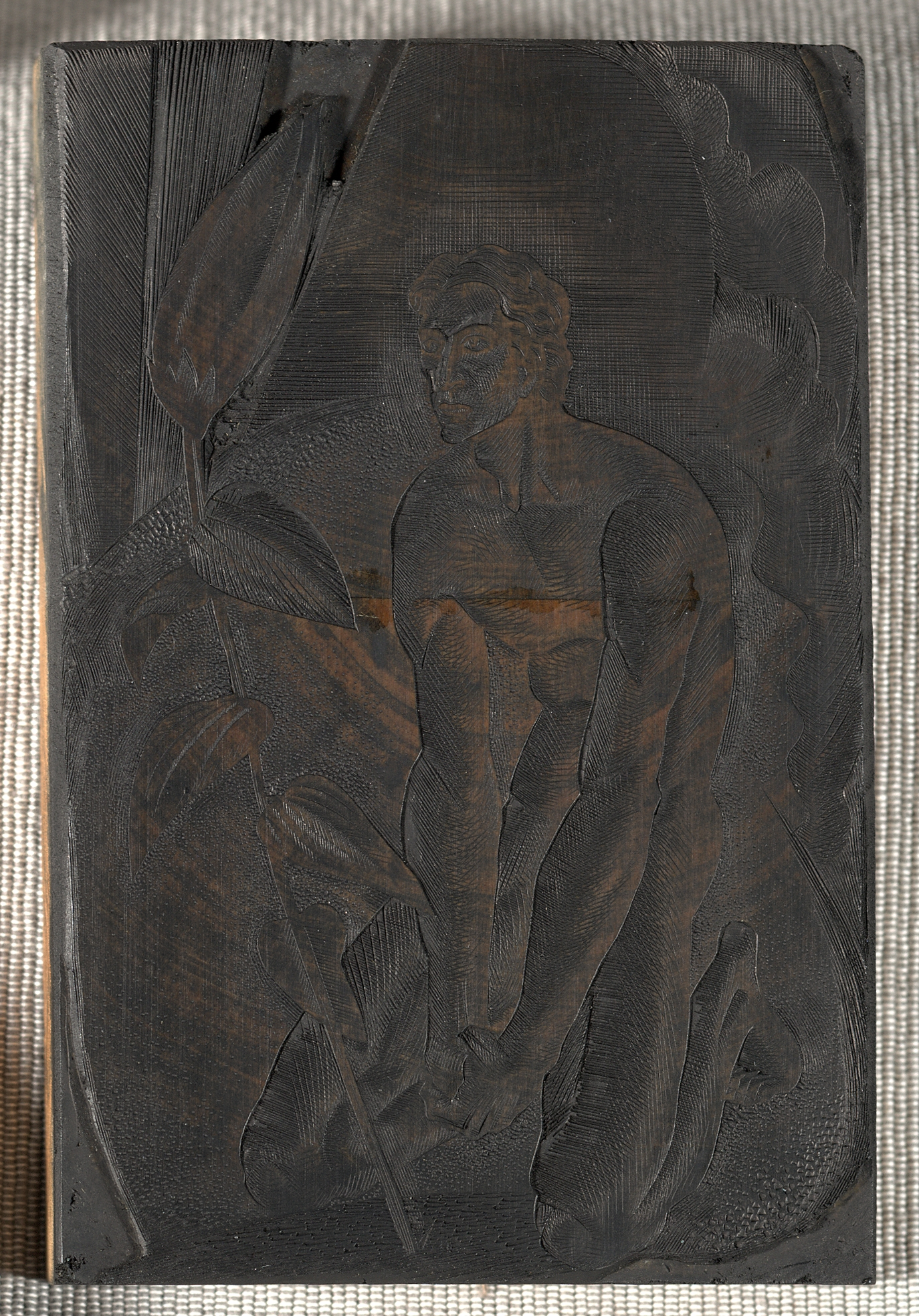
كان كتاب القصة الصامتة يفضلون اساليب الطباعة الموحية كالحفر على الخشب في مثل هذه اللوحة من كتاب ليند وارد «مقدمة لمليون عام» في عام 1933.

استخدمت القصة الصامتة بعض أساليب الطباعة الموحية كالخشيب والحفر على الخشب والقطع المعدني والمشمع، ويعتبر فن الطباعة الموحية أحد اقدم فنون الطباعة حيث ترجع جذوره إلى بلاد الصين في القرن الثامن، كما أنه ظهر لأول مرة في أوروبا في القرن الخامس عشر، ويحتاج فن الطباعة الموحية إلى فنانين لرسم الصور أو نقلها الي الواح الطباعة، ثم يتم
قطع المساحات الفارغة وغير المستخدمة، كما يتم ترك المساحات المشغولة في الحبر ثم تتم عملية الطباعة، ويخصص الحبر الاسود عادة للطباعات أحادية اللون، كما يتم أحياناً استخدام ألوان اخري من الأحبار كاللون السييني (لون اصفر مائل للبني) واللون البرتقالي، وبالرغم من أن الطباعة الموحية أو المعبرة ليست مكلفة، فهي تتطلب جهدا كبيرا، علاوة علي ذلك انها تتيح للفنانين المهتمين بالقضايا الاجتماعية إمكانية صناعة قصص صامتة تعبر عن الطبقات الكادحة.

## نبذة تاريخية
كانت اورربا آيان العصور الوسطى (القرن الخامس عشر) تطبع كتب الخشيب لأغراض دينية ولعل كان أشهرها نصوص فن الاحتضار، وفي مطلع القرن السادس عشر بدأت تتلاشي كتب القالب الواحد بعد ظهور الكتب القابلة للحركة أو التقليب في صحيفات يوهان غوتنبرغ، ولكن ظلت كتب الخشيب موجودة في القرن السادس عشر بفضل عددا من الفنانين مثل آلبرخت دورر وهانس هولباين وامان، ثم ظهر بعد ذلك فن الحفر الذي الغى فن الخشيب، وذاعت شهرة الحفر علي الخشب في بداية القرن الثامن عشر علي يد توماس بيويك، ثم ازدادت شهرة ذلك الفن في القرن التاسع عشر عندما ارتبط بأنواع الطباعة المتقدمة كالطباعة الحجرية.

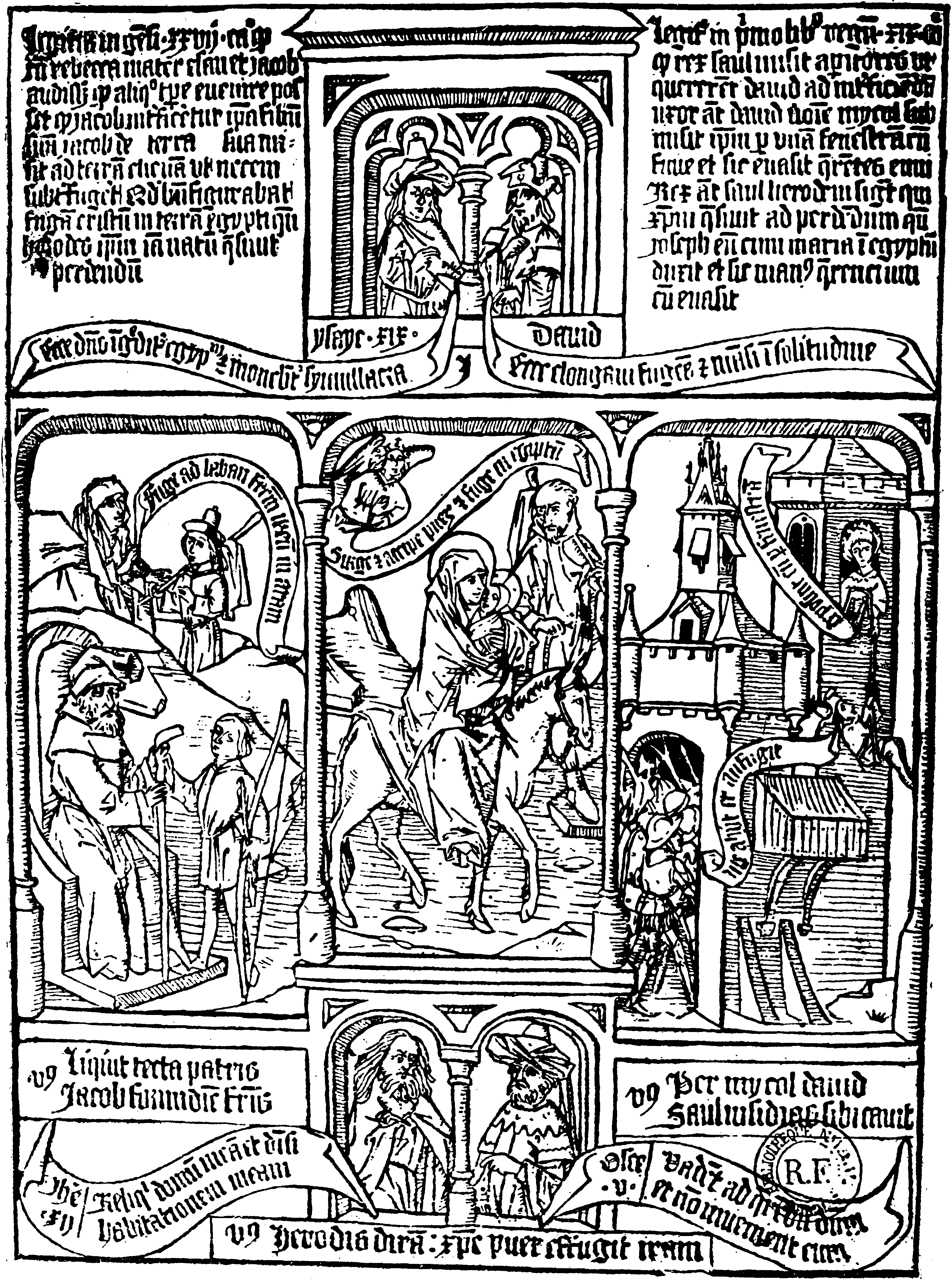
استخدم فنانون الحركة التعبيرية أبسط الإمكانات المتاحة المتمثلة في خشيب العصور الوسطى ليعبروا عن الألم في تلك الفترة. صورة من كتاب إنجيل الفقراء.

وكان للرسام الفرنسي بول غوغان ابن مدرسة ما بعد الانطباعية الفضل في احياء طباعة الخشيب مرة أخرى في نهاية القرن التاسع عشر لما وجد فيها من تأثيرات بدائية، وفي مطلع القرن العشرين بدأ بعض الفنانين مثل كاتي كولويتز وماكس كلينجر في نشر بعض كتيبات الخشيب التي ارتبطت في موضوعاتها بالطبقية الاجتماعية، وقد تأثر فنانون الجرافيك في مذهب التعبيرية مثل ماكس بيكمان واوتو ديكس وكولويتز وكارل روتلوف بإعادة احياء تراث فنون الجرافيكس في القرن العشرين وبخاصة فن الخشيب الإنجيلي كما في إنجيل الفقراء، وقد استخدم هؤلاء الفنانون صور الخشيب للتعبير عن بالغ الألم في تلك الأوقات.

### في أوروبا
انتشرت القصة الصامتة خارج إطار الإتجاه التعبيري عندما أصدر فرانس ماسيريل باكورة انتاجه القصصي خمس وعشرون صورة لرجل عاشق في عام 1918، وقد حققت رواجاً تجاريا مما شجع ماسيريل علي إنتاج قصته الثانية رحلة عاطفية، والتي تعتبر أكبر قصصه حيث تتألف من 167 صورة، كما أنها حققت نسبة مبيعات اعلي من سابقتها وخصوصاً في ألمانيا، حيث كانت تباع مئات الآلاف من النسخ منها في عشرينيات القرن العشرين، كما كتب مقدمات طبعاتها عددا من الكتاب مثل ماكس برود وهرمان هيسه وتوماس مان، تأثر ماسيريل في كتبه بصور المسرح التعبيري المبالغة للواقع والممثلة له من خلال توضيح التناقض بين اللونين الأبيض والأسود.
شجع نجاح قصص ماسيريل التجاري الفنانين الأخرين علي تأليف القصص الصامتة، وقد صاروا علي نهج ماسيريل موضوعاته ضد الرأسمالية، رسم الفنان البولندي الفرنسي بالثوس في عمره الثالث عشر قصة عن قطته، ونشرت في عام 1921 وكتب مقدمتها الشاعر راينر ماريا ريلكه، وقد حققت قصة اوتو نوكيل القدر عام 1926 فروقا ملحوظة وجو أفضل من جو قصص ماسيريل المنمقة التي يتناول فيها صراع الإنسان مع المجتمع، على النقيض تناول نوكيل حياة امرأة عادية من المجتمع، ثم ظهرت قصة القدر في أمريكا وحققت نسبة جيدة من المبيعات.
كانت بداية رحلة سيلمينت موراو مع هذا اللون الأدبى في عام 1928 عندما أصدر قصته شباب بلا موارد، وفي عام 1931 أصدر المهاجر الهنغاري استفان زوتس قصته حربي مستخدماً الفرشاة والحبر، رسم زوتس نموذج قصصي بسيط يذكرنا بالرسم الياباني بالفرشاة عندما صور لنا قصة فارس هنغاري خذلته تجاربه في الحرب العالمية الأولى، وتعد هيلينا بوشراكوفا أول من انتج القصص الصامتة من النساء عندما أنتجت قصة بعنوان الطفولة، والتي تتناول حياة الطبقة الوسطى بعيداً عن صراع الطبقة العاملة في قصص ماسيريل ونوكيل، وقد وصفت مؤلفاتها بلفظة «دورات» ولم تصفها بالقصص كغيرها من الفنانين، وفي عام 1934 قام الفنان السريالى ماكس إرنست بعمل قصة كولاجية صامتة بعنوان اسبوع من الطيبة، وبعد الحرب العالمية الثانية قام ويرنير جوثين- أحد أعضاء جماعة داي بروك التعبيرية- بإنتاج قصة بعنوان البهلوان والمهرج في عام 1949.

### في أمريكا الشمالية
في عام 1926 انتقل الفنان الأمريكي ليند وارد إلى مدينة لايبزج الألمانية لدراسة فن الجرافيك، وتعرف هناك علي أعمال ماسيريل ونوكيل، وصار ليند وارد علي نهجهم فانتج ست قصص أطلق عليهم مصطلح «حكايات مصورة» وكانت قصته الأولى بعنوان رجل الآلهة أشهر قصصه، استخدم وارد الحفر علي الخشب بدلا من الخشيب وعمل علي تنويع حجم الصور من صفحة إلى أخرى، وقد باعت قصة رجل الآلهة حوالي 20 الف نسخة، ثم عمل الفنانون الأمريكيون على استمرار النجاح الذي حققه وارد من خلال قصصهم الصامتة في ثلاثينيات القرن العشرين.

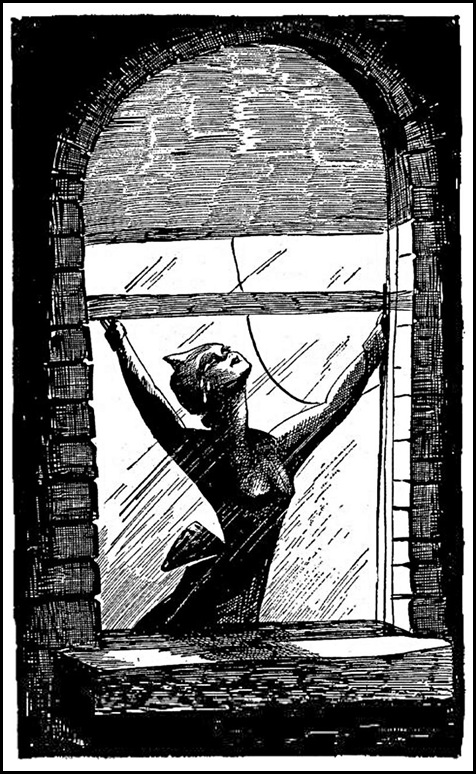
صورة من قصة "أرتكب خطأها" يسخر فيها (ميلت جروس) من قصة "رجل الآلهة" للفنان ليند وارد

استخدمت القصة الساخرة ارتكب خطأها للرسام الكرتوني ميلت جروس تصميمات لوحات تشابه نظيراتها في الكوميديا، تجري الأحداث عادة خارج إطار اللوحة، كما يعبر حوار المناطيد عما تنوي الشخصيات الإفصاح عنه، تناولت قصة الآي اوب للرسام المصور الكرتوني ويليام جروبر الأحلام المحبطة لثلاثة شخصيات هزليين، كما جسد الفنان تشارلز تورزاك الرئيس الامريكي في قصة سيرة ذاتية من الخشيب للرئيس الأمريكي أبراهام لينكولن في عام 1933، تناول فنان الرسوم المتحركة مايرون ولدمان قصة امرأة سمينة تبحث عن زوج فتان، كما استخدم كتاب حواء تقنية المناطيد كما في قصة أرتكب خطأها.
تأثر الفنان الأمريكي جيمس ريد بالقوالب الدينية في العصور الوسطى وصار علي نهج حركة آرت ديكو فانتج قصته حياة مسيحي في عام 1930، وقد تسبب محتواها الدينى في منع الاتحاد السوفيتي الإستيراد من الخارج بشأن سياساته المتعلقة بالدين.
وفي عام 1938 أصدر الفنان الإيطالي الأمريكي جاكومو باتري قصته الوحيدة بعنوان العمل الأبيض، والتي تسجل اثر انهيار سوق الأسهم في عام 1929 الأمر الذي شجع الموظفين علي التعاون، كما تناولت قضايا مثيرة للجدل لجدل مثل الإجهاض وتوفير الرعاية الصحية للفقراء والكفر بالمسيحية، اصدر الفنان الكندي لورانس هيد قصته الصليب الجنوبي نتيجة التجارب النووية في جزيرة البيكيني في أمريكا، حيث تعرض القصة احداث أسرة لم تغادر اثناء عملية إخلاء لجزيرة أمريكية هروبا من التجارب النووية، وحاز كتاب (المستعرض: قصة من 55 صورة) للكاتب البولندي الأمريكي سي ليوين علي اعجاب العالم ألبرت أينشتاين في فكرته ضد الحروب، كما كتب الكندي جورج كوثان كتاب (كأس افرودايت)- افرودايت هي آلهة الحب والجمال عند اليونانين- وهو كتاب يحتوى على رسومات جنسية علي الطريقة اليونانية القديمة، ومع بدايات القرن الحادي والعشرين قدم الكندي جورج واكر سلسة من القصص الصامتة كان أولها قصة بعنوان كتاب ساعات والتي تتناول حياة هؤلاء الذين يعملون في برجي مركز التجارة العالمي قبل أحداث 11 سبتمبر.

### مرحلة السقوط
بلغت شعبية القصة الصامتة ذروتها في الفترة من عام 1929 وحتي 1931 عندما ظهرت الصور الناطقة لتحل محل الأفلام الصامتة، وفي ثلاثينيات القرن العشرين قام النازيين في ألمانيا بقمع العديد من عاملي الطباعة واحتجازهم، كما قاموا بمصادرة أعمال ماسيريل بحجة أنها «فن هابط»، وبعد الحرب العالمية الثانية قمعت الرقابة الأمريكية الكتب التي تحمل في كنفها أفكار الاشتراكية بما في ذلك أعمال ليند وارد، الذي احتفظ بملفاته مكتب التحقيقات الفيدرالية باعتباره مؤيد للاشتراكية، كما قللت هذه الرقابة الطبعات الأولى من القصص الصامتة مما جعل الحصول عليها ضرباً يصعب علي المعنيين ايجاده.
بحلول اربعينيات القرن العشرين كان قد تخلى معظم الفنانين عن ممارسة ذلك الفن، حتى أكثر المخلصين أمثال ماسيريل ووارد اتجهوا الي أعمال أخرى سعياً وراء الشهرة، حتى أن سجلات لم تذكر ماسيريل قصصه الصامتة بعد وفاته، وظل عدد كبير من القصص الصامتة لم يطبع حتى ظهرت القصة المصورة في مطلع القرن الحادي والعشرين وأعادت الاهتمام بين أوساط القراء والناشرين.

## العلاقة بفن الكاريكاتير والقصص المصورة
«لم تكن جذور ليند وارد في الفن الهزلي بالرغم من أن أعماله تمس بصلة لهذا الفن الكبير»
آرت سبيلمان- باريس ريفيو- 2010
كانت هناك امثلة متفرقة من الكوميديا الساخرة الخالية من النص في العصور الوسطى، وفي الولايات المتحدة كان هناك عددا من الأشرطة الكوميدية مثل شريط الملك الصغير 1931 للفنان اوتو سوجلو وشريط هنري للفنان كارل أندرسون في 1932، وفي ألمانيا قدم باولين شريط الأب والابن من عام 1934 إلى عام 1937 والذي جمع في ثلاث مجلدات، ثم قدم انطونيو شريط جاسوس مقابل جاسوس في عام 1961 على نفس نسق مجلة ماد الأمريكية.

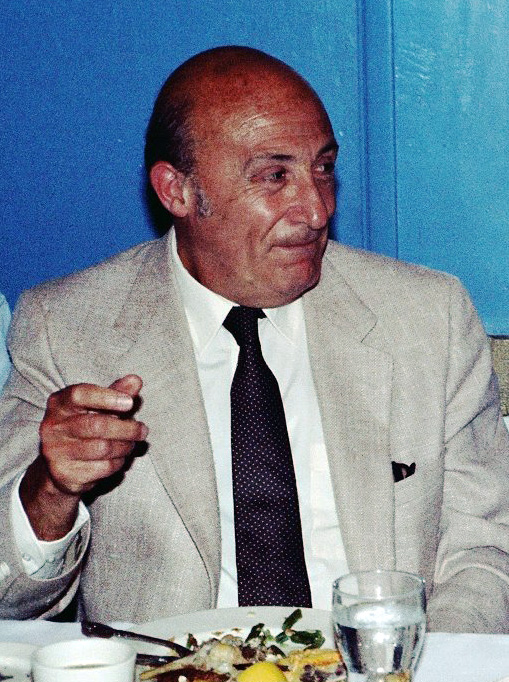
الفنان الكرتونى ويل إيسنر

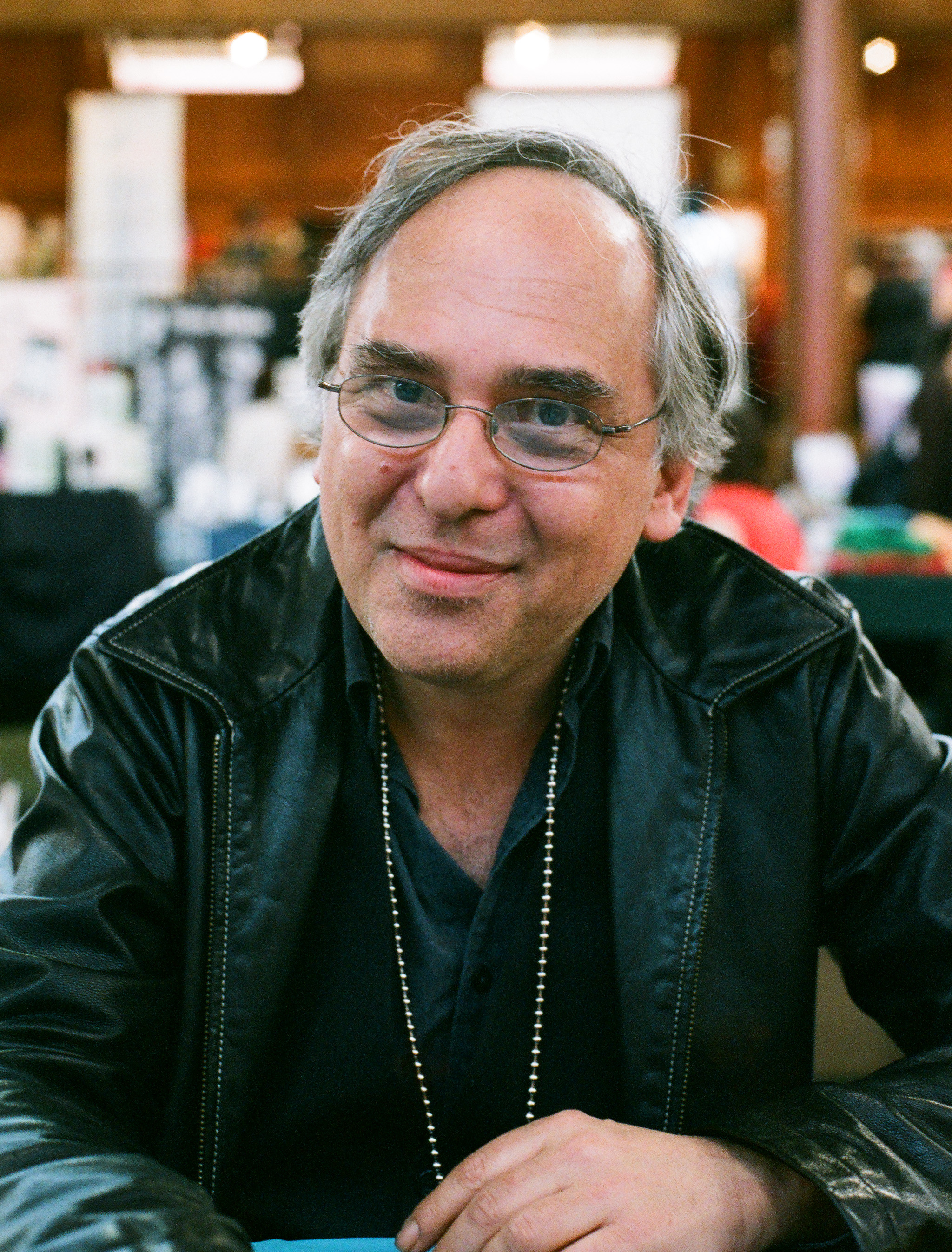
الفنان الكرتونى ويل إيسنر

كان الرسام الكاريكاتيري ويل ايسنر أول من اكتشف أعمال ليند وارد في عام 1938، وكان أيضاً من اوائل الرواد في الفن الكوميدي الأمريكي، كما رأي في أعمال وارد إمكانية كبرى في الكوميديا، لم تحظي أعمال ايسنر بالقبول من قبل قرنائه الذين رأوا أنها ليست سوى وسيلة ترفيه متدنية، ثم ترك ايسنر صناعة الكاريكاتير واتجه إلى العمل في المؤسسات الحكومية والتعليمية في بداية خمسينيات القرن العشرين، ثم عاد ايسنر مرة أخرى في السبعينيات عندما وجد الجو ملائما لطموحاته وشعر بالقبول من قبل قرائه وقرنائه، وفي عام 1978 بدء في كتابة سلسلة من كتب الكاريكاتير، وكان اولها كتاب عقد مع الله الذي تم تسويقه على أنه «قصة مصورة»- مصطلح أصبح معيارا للقصة في أواخر القرن العشرين، وأطلق ايسنر علي ليند وارد«ربما يكون أكثر رواة القصة المصورة استفزازا» في القرن العشرين، كما قال ايسنر ان روايته فيرتيجو تطلبت قدرا كبيرا من الوعى لدي القراء للانغماس في صور القصة.
عاد الاهتمام بالقصة الصامتة مرة أخرى بعد ظهور القصة المصورة، وناقش مشجعون الكاريكاتير أعمال ماسيريل وغيرها من الأعمال في مجلات الهواة، وتحولت المناقشات الي الحديث عن القصة الأمريكية الكبري لكونها كتبت بالكاريكتير، وقد الهمت هذه المناقشات الفنان آرت سبيلمان الذي اصدر شريطا مكون من اربع صفحات تحت عنوان سجين في كوكب الجحيم على الطريقة التعبيرية متأثرا فيه بالفنان وارد، ثم حول سبيلمان هذا الشريط إلى قصة مصورة بعنوان موس عام 1992.
إذا كانت القصص المصورة تعتمد عموما على الصور المعلق عليها والحوار، فإن رسامي الكاريكاتير -امثال إيريك دروكر وبيتر كوبر وتوماس اوت وبراين رالف وماساشي تاناكا ولويس تروندهايم- قد جمعوا بين القصة الصامتة والقصة المصورة في لونا أدبيا واحدا، كما فعل جروس في قصته أرتكب خطأها ودروجاثين في قصته (في الخارج) عندما استخدم تقنية الفقاعات المتكلمة التي تحتوي على الرموز والعلامات وغيرها من الصور، وقد تجلي تأثير القصة الصامتة في قصة فيضان لدروكر وقصة النظام لكوبر، وكلاهما يتناول موضوعات اجتماعية، وقد منح كلا من مكتبات جامعة ولاية بنسلفانيا ومركز بنسلفانيا للكتاب الجائزة السنوية للقصة المصورة للكاتب ليند وارد، وهي عبارة عن جائزة نقدية تم تسليمها لإبناته لمساهمات والدهم في تطوير القصة المصورة.

### كتب
- Beronä، David A. (2001). "Pictures Speak in Comics Without Words". في Varnum، Robin؛ Gibbons، Christina T. (المحررون). The Language of Comics: Word and Image. University Press of Mississippi. ص. 19–39. مؤرشف من الأصل في 2019-12-08. {{استشهاد بكتاب}}: تجاهل المحلل الوسيط |الرقم المعياري= لأنه غير معروف، ويقترح استخدام |ردمك= (مساعدة)
- Ward، Lynd؛ Beronä، David (2005). "Introduction". Mad Man's Drum: A Novel in Woodcuts. Dover Publications. ص. iii–vi. {{استشهاد بكتاب}}: تجاهل المحلل الوسيط |الرقم المعياري= لأنه غير معروف، ويقترح استخدام |ردمك= (مساعدة)
- قالب:Cite isbn
- Chute، Hillary (2012). "Graphic Narrative". في Bray، Joe؛ Gibbons، Alison؛ McHale، Brian (المحررون). The Routledge Companion to Experimental Literature. روتليدج. ص. 407–419. مؤرشف من الأصل في 2019-12-08. {{استشهاد بكتاب}}: تجاهل المحلل الوسيط |الرقم المعياري= لأنه غير معروف، ويقترح استخدام |ردمك= (مساعدة)
- قالب:Cite isbn
- قالب:Cite isbn
- قالب:Cite isbn
- Willett، Perry (2005). "The Cutting Edge of German Expressionism: The Woodcut Novel of Frans Masereel and Its Influences". في Donahue، Neil H. (المحرر). A Companion to the Literature of German Expressionism. Camden House Publishing. ص. 111–134. مؤرشف من الأصل في 2019-12-08. {{استشهاد بكتاب}}: تجاهل المحلل الوسيط |الرقم المعياري= لأنه غير معروف، ويقترح استخدام |ردمك= (مساعدة)

### صحف ومجلات
- Beronä، David A. (Summer 1999). "An Introduction to 'Beyond Words: A Wordless Comic Anthology'". Sunburn ع. 11: 2–3. مؤرشف من الأصل في 2015-01-22. اطلع عليه بتاريخ 2013-03-17.
- Cohen، Martin S. (أبريل 1977). "The Novel in Woodcuts: A Handbook". Journal of Modern Literature. مطبعة جامعة إنديانا. ج. 6 ع. 2: 171–195. JSTOR:3831165.
- Smart، Tom (Spring 2011). "A Suite of Engravings from The Mysterious Death of Tom Thomson". Devil's Artisan. The Porcupine's Quill. ج. 68: 10–37. مؤرشف من الأصل في 2019-06-09.
- Spiegelman، Art (13 أكتوبر 2010). "The Woodcuts of Lynd Ward". ذا باريس ريفيو. مؤرشف من الأصل في 2014-11-29. اطلع عليه بتاريخ 2013-03-18.
- Witek، Joseph (2004). "Imagetext, or, Why Art Spiegelman Doesn't Draw Comics". ImageTexT: Interdisciplinary Comics Studies. جامعة فلوريدا. ج. 1 ع. 1. ISSN:1549-6732. مؤرشف من الأصل في 2013-07-29. اطلع عليه بتاريخ 2012-04-16.

### الإنترنت
- Bi, Jessie (May 2009). "Destin de Otto Nückel". du9 (بالفرنسية). Archived from the original on 2014-03-15. Retrieved 2013-03-18.
- Reid، Calvin (25 أبريل 2014). "'Fran' Wins Lynd Ward Graphic Novel Prize". بابليشرز ويكلي. مؤرشف من الأصل في 2015-01-22. اطلع عليه بتاريخ 2015-01-22.

## اقرأ أيضا
- Willett، Perry (1997). The Silent Shout: Frans Masereel, Lynd Ward, and the Novel in Woodcuts. جامعة إنديانا بلومنجتون. OCLC:36526265.

## وصلات خارجية
- Bi, Jessie (Jun 2006). "La bande dessinée muette". du9 (بالفرنسية). Archived from the original on 2019-05-17. Retrieved 2013-04-19.
- Frans Masereel Foundation internet portal. Includes a graphic novels page with online versions of Masereel's books.
- Rhode، Mike؛ Furtwangler، Tom؛ Wybenga، David (23 يوليو 2003). "Stories Without Words: A Bibliography with Annotations". Michigan State University Libraries. مؤرشف من الأصل في 2017-06-20. اطلع عليه بتاريخ 2013-04-19.